# مرسانة
بلدية مرسانة أو ماراثينا (بالإسبانية: Maracena) هي بلدية تقع في مقاطعة غرناطة التابعة لمنطقة أندلسية جنوب إسبانيا.

## الديموغرافيا
بلغ عدد سكان بلدية مرسانة 21.264 نسمة عام 2011 (وفقاً للمعهد الوطني الإسباني للإحصاء).
| 14.095 | 14.331 | 15.824 | 18.819 | 19.659 | 20.815 | 21.264 |

## توأمة
لمرسانة اتفاقيات توأمة مع كل من:
- الزوك
- إيليوبولي